# Andy Warhol Museum voor Moderne Kunst
Het Andy Warhol Museum voor Moderne Kunst (Múzeum Moderného Umenia Andyho Warhola) is een Slowaaks museum, gevestigd in de gemeente Medzilaborce. Het museum stelt een 160-tal werken tentoon van popart-icoon Andy Warhol (1928-1987), wiens familie afkomstig was uit het naburige dorpje Miková.

## Gebouw
Het museum is gevestigd in het voormalig cultureel centrum van Medzilaborce, dat nog dateert uit de communistische tijd van het land. Aan de ingang is een standbeeld van Warhol geplaatst. De bushalte naast het museum kreeg de vorm van een Campbell's soepblik.

## Collectie
Een 160-tal werken van Warhol zijn door ‘Andy Warhol Foundation for the Visual Arts’ het aan het museum in bruikleen gegeven. Bovendien wordt een groot aantal memomarbilia van Warhol en zijn familie tentoongesteld.